# Bintumani
El Monte Bintumani es el pico más alto de la República de Sierra Leona. Tiene 1945 metros de altitud y se encuentra al nordeste del país.
En este monte se concentra mucha fauna, por ejemplo el hipopótamo pigmeo y una gran variedad de primates.
- Datos: Q769525
- Multimedia: Mount Bintumani / Q769525